# Meshack Mavuso
Meshack Mavuso Magabane es un actor y director sudafricano. Es más conocido por su actuación en las series Heist, Isidingo, Yizo Yizo, Isithembiso y Durban gen.

## Biografía
Mavuso nació el 8 de abril de 1977 en Mandagsoek Limpopo, Sudáfrica.

## Carrera profesional
En 1998 obtuvo un papel principal como 'Vusi Moletsane' en la telenovela Isidingo. Luego, participó en la serie dramática Yizo Yizo, transmida de 1999 a 2004, dando vida a 'Jabulani "Javas" Nyembe'.
Interpretó el papel de 'Simiso Mtshali' en la segunda y tercera temporadas de la serie policial Zero Tolerance emitida en SABC2, donde ya había realizado diferentes personajes no acreditados en la primera temporada. El 31 de diciembre de 2008, fue uno de los famosos en el especial Dancing New Year Special Strictly Come.
En 2009, realizó un cameo en la primera temporada de la serie documental de genealogía Who Do You Think You Are?, basada en la serie británica del mismo nombre. En 2014, regresó a la televisión como actor invitado en dos episodios del drama sobre el sida Soul City. En 2015, por primera vez, utilizó el nombre de Mavuso Magabane para la serie de televisión Zabalaza. En la serie, interpretó un papel de invitado en un episodio. En 2016 obtuvo su segundo protagónico en el drama de e.tv Heist con el personaje de 'Presidente'.
En 2020, después de una breve temporada en la serie The River, se unió al elenco de la serie Durban Gen, donde interpreta al personaje del Dr. Thabo Dlamini.

## Filmografía
| Año             | Título                           | Rol               | Tipo                | Ref. |
| --------------- | -------------------------------- | ----------------- | ------------------- | ---- |
| 1998            | Isidingo                         | Vusi Moletsane    | Serie de televisión |      |
| 1999            | Yizo Yizo                        | Javas             | Película            |      |
| 1999            | Portrait of a Young Man Drowning | Hombre capturado  | cortometraje        |      |
| 2000            | Hijack Stories                   | Papplas man       | Película            |      |
| 2009            | Who Do You Think You Are?        | Cameo             | Serie de televisión |      |
| 2014            | Soul City                        | Doctor            | Serie de televisión |      |
| 2015            | Zabalaza                         | Cameo             | Serie de televisión |      |
| 2016            | Heist                            | Chairperson       | Serie de televisión |      |
| 2020 - presente | Durban Gen                       | Dr. Thabo Dlamini | Serie de televisión |      |

## Vida privada
Está casado y es padre de cuatro hijos.